# Sintetitzador Moog

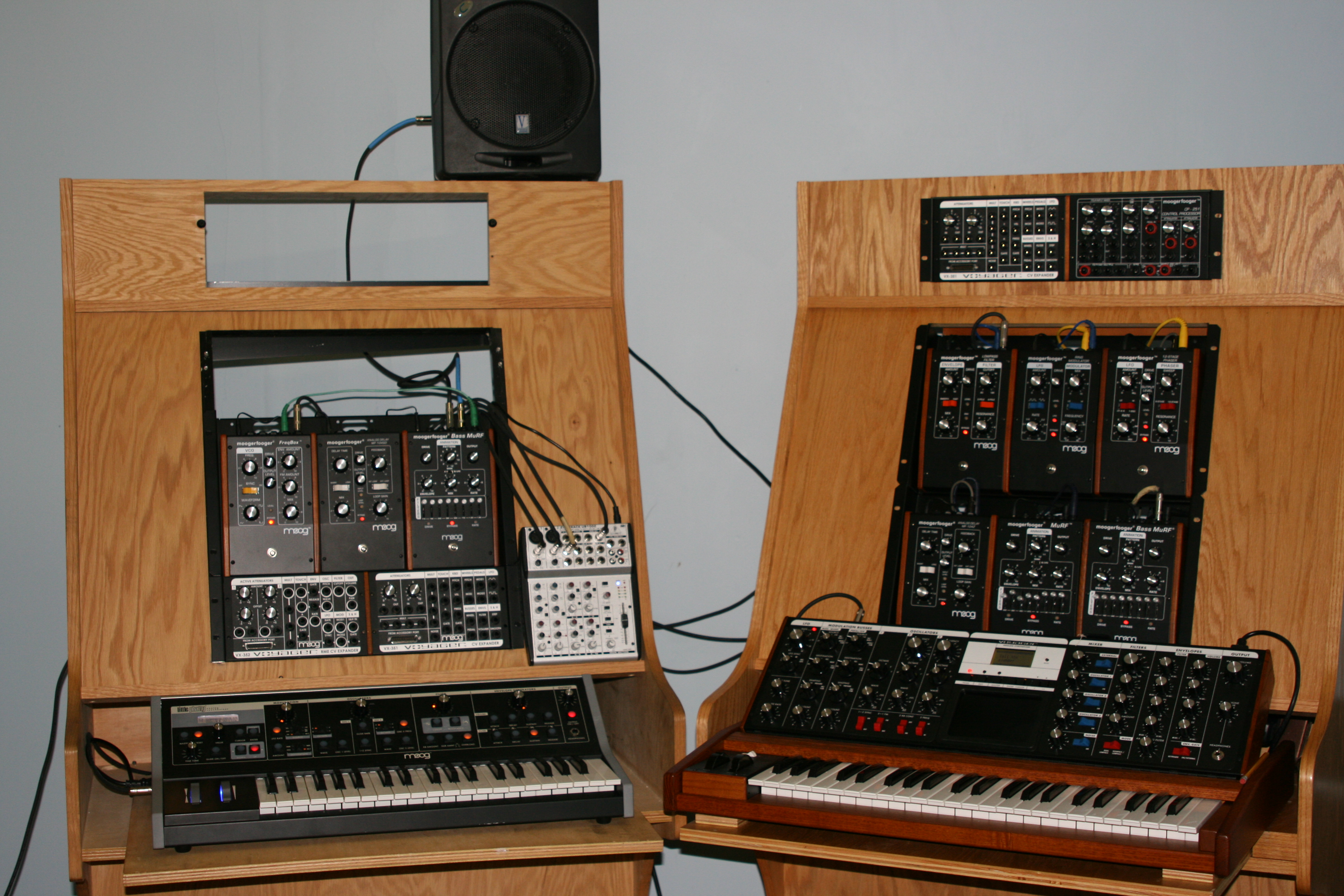
Sintetitzadors Moog en 2007

Sintetitzador Moog es pot referir a qualsevol sintetitzador analògic dissenyat per Robert Moog o manufacturat per Moog Music i normalment es fa servir com a terme genèric per a l'antiga generació de sintetitzadors analògics musicals. La companyia Moog va ser pionera, a mitjans dels seixanta, en la manufactura comercial dels sistemes de sintetitzadors analògics modulars controlats a través de voltatge. El desenvolupament tecnològic que va portar a la creació del sintetitzador Moog va ser la invenció del transistor, que va permetre a investigadors com Moog de construir sistemes electrònics musicals que van ser considerablement més petits, barats i més fiables que els sistemes basats en vàlvules de buit). Una gran col·laboradora en perfeccionar el Moog fou Wendy Carlos.
El sintetitzador Moog va adquirir major atenció dins de la indústria de la música després de la seva demostració en el Monterey Pop Festival, el 1967. Wendy Carlos va fer el llançament comercial d'un enregistrament del Moog en el disc de 1968 Switched-On Bach. Es va convertir en un dels discs de música clàssica més venuts de l'època. L'èxit d'Switched-On Bach va suposar una onada d'enregistraments amb sintetitzadors a la fi dels anys seixanta i mitjans dels setanta.
Posteriorment, en els sistemes modulars Moog es van incloure diverses millores, com una versió simplificada dissenyada per al seu ús en viu.